# 德拉貢 (亞利桑那州)
德拉貢（英語：Dragoon）是位於美國亞利桑那州科奇斯縣的一個人口普查指定地區。根據2010年美國人口普查，該地人口為209人，而該地的面積約為4.53平方千米。

## 地理
德拉貢的座標為32°01′41″N 110°02′19″W / 32.02806°N 110.03861°W，而該地最高點為海拔高度1412米（即4632英尺）。